# Julius Handrock
Julius Handrock (Naumberg, 22 juni 1830 – Halle, 5 januari 1894) was een Duits componist.
Hij kreeg zijn opleiding aan het Conservatorium van Leipzig en werd pianoleraar in Halle. Hij schreef zowel salonmuziek als serieuzere werken zoals sonatines. In Noorwegen verscheen van hem via Warmuth Musikforlag een verzameling van honderenacht volks, opera en dansmelodieën (Für kleine Clavierspieler, Den Lille pianist, 108 folke- opera- og dansemelodier for piano). Zijn bekendste werk zou de Frühlings-sonatine opus 86 zijn. In 2015 zijn er geen commerciële opnamen van zijn werken bekend.
Incomplete werklijst:
- opus 2: Neun Waldlieder ohne Worte
- opus 3: Drei Melodien
- opus 4: Drie Melodien
- opus 5: Wiedersehen
- opus 6: Reise-Lieder (twee boeken)
- opus 7: Valse brillante
- opus 9: Chanson a boire (dranklied)
- opus 11: Chant élégiaque
- opus 12: Une fleur de fantaisie, mazurka
- opus 14: Gartenlaube, Hausmusik für Gesang und Pianoforte
- opus 18: Abendlied
- opus 20: Spanische Schifferlied
- opus 23: Scherzando
- opus 24: Frühlingsgruss, polonaise
- opus 26: Etude de salon
- opus 30: Wanderlust
- opus 32: Der Klavierschüller im ersten Stadium
- opus 35: Jugendlust
- opus 39: Nouvelles compositions en forme de danses
- opus 40: Mechanische Studien
- opus 43: Salon-album (verzameling pianostukken)
- opus 51: Scherzando
- opus 52: Stilles Glück
- opus 54: Im Lenz (voor piano)
- opus 55: Vier Klavierstücke
- opus 56: Ich wollt’ meine Lieb’ ergösse sich (variatie op melodie van Felix Mendelssohn Bartholdy)
- opus 58: Trois pieces faciles
- opus 59: Leichte Sonatine
- opus 60: Polonaise in Es

- opus 62: Zwei Klavierstücke
- opus 64: Rondo en scherzino
- opus 66: Sonatine
- opus 69. Acht kleine Fantasien über bekannte Volksweisen
- opus 71: Fantasie
- opus 73: Sonatine
- opus 74: Leichte sonate
- opus 75: Frühlingsblüthen
- opus 76: Romanze
- opus 84: Marche brillante
- opus 86: Frühling Sonatine[1]
- opus 87: Leichte Sonate
- opus 88: Zwölf melodische Clavierstücke zu vier Ha’nden
- opus 92: Cinquieme Valse brillante
- opus 93: Drie spanische Weisen
- opus 96: Neue Sonatinen
- opus 97: Sixieme valse brillante
- opus 99: Moderne Schule der Geläufigkeit
- opus 100: 50 Melodisch-technische Klavier-etuden
- opus 106: Drei kleine Virtuosen-Stücke
- opus 109: Drei Stücke
- opus 110: Drie Charakterstücke
- opus 113: Maiengruss
- opus 115: Kompositionen für piano
- opus 124: 20 Melodisch-technische Klaver-etüden
- opus 125: Gott grüsse dich
- Waldlieder
- Für klene Klavierspieler (46 liedjes)
- Wiegenlied

- Gemeinsame Normdatei: 1032661763
- International Standard Name Identifier: 0000 0000 5285 3612
- Library of Congress Control Number: nr2002031122
- Nationale Bibliotheek van Tsjechië: xx0183660
- Nationale Bibliotheek van Polen: a0000003628169
- Nederlandse Thesaurus van Auteursnamen: 288411730
- Virtual International Authority File: 29471338
- WorldCat: E39PBJfcPKdMyWJ8krv3qkc773